# Chemelil Sugar Football Club
O Chemelil Sugar Football Club é um clube de futebol com sede em Chemelil, Quênia. A equipe compete no Campeonato Queniano de Futebol.

## História
O clube foi fundado em 1968.